# Batenhorst
Batenhorst [ˈbaʁtənhɔʁst]  ist ein Ortsteil der Stadt Rheda-Wiedenbrück im Kreis Gütersloh. Der westfälische Ort hat rund 1500 Einwohner (Stand:2022) und ist 1690 ha groß.

## Geschichte
Die drei alten Bauerschaften Batenhorst, Röckinghausen und Steppentrupp gehörten bis zu den Napoleonischen Kriegen zum Amt Reckenberg des Fürstbistums Osnabrück. Sie kamen 1816 zum neuen Kreis Wiedenbrück, wo sie zunächst zur Gemeinde Langenberg im Amt Reckenberg gehörten. Im Jahr 1867 wurde die neue Gemeinde Batenhorst durch Ausgliederung der drei Bauerschaften Batenhorst, Röckinghausen und Steppentrupp aus der Gemeinde Langenberg gebildet. Durch das Gesetz zur Neugliederung des Kreises Wiedenbrück und von Teilen des Kreises Bielefeld wurde die Gemeinde am 1. Januar 1970 in die neue Stadt Rheda-Wiedenbrück eingegliedert.

## Politik

### Wappen
Das Batenhorster Wappen zeigt auf blauem Grund drei mit rotem Band gebündelte goldene Ähren.

## Gebäude

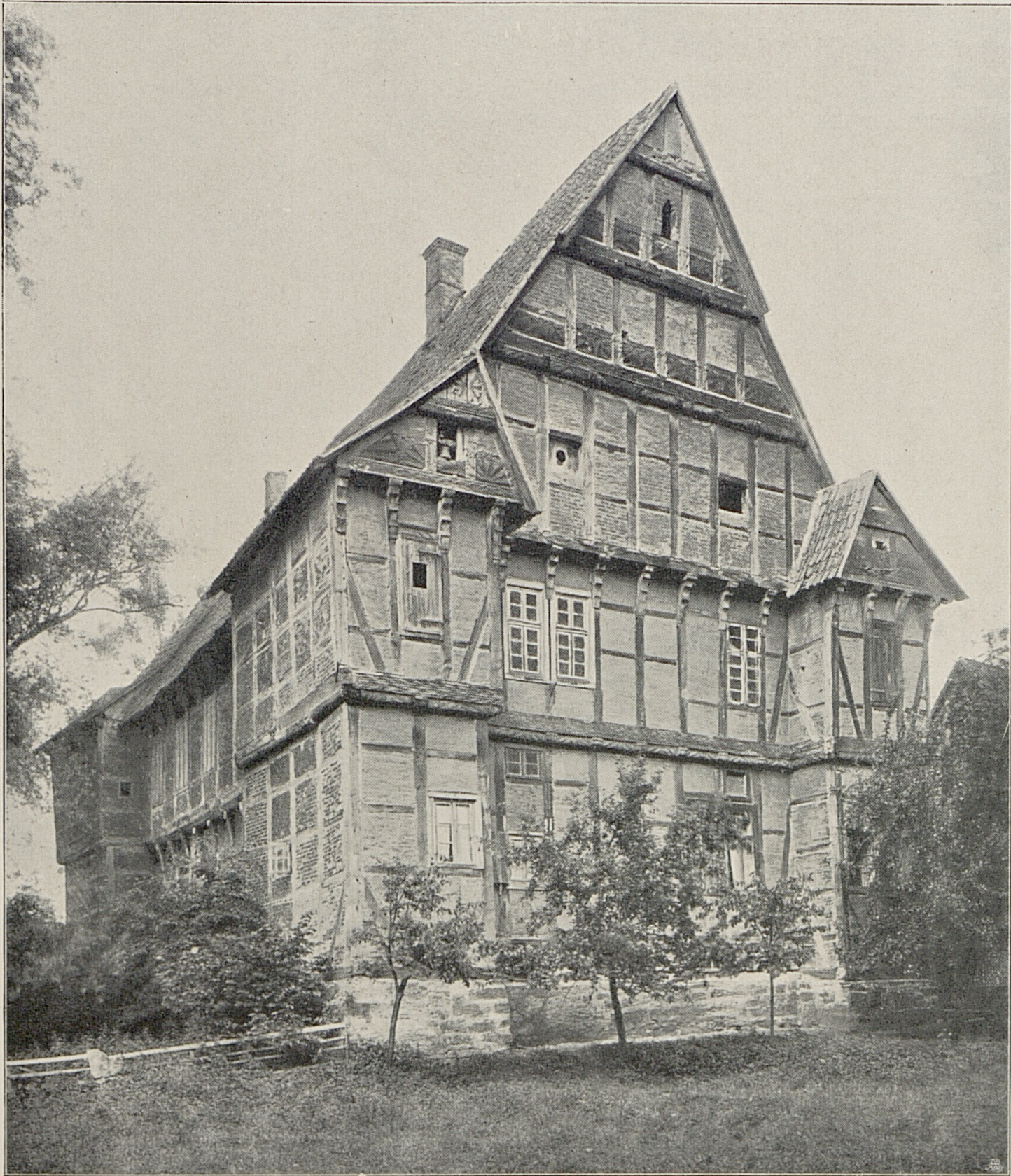
Haus Aussel

Sehenswerte Gebäude in Batenhorst sind das Haus Aussel aus dem 16. Jahrhundert, ein ehemals freiherrlicher Burgmannshof, und die katholische Herz-Jesu-Kirche (1908, erweitert 1949).

## Bildung
Bis 1967 gab es in Batenhorst zwei Volksschulen, die Bonifatiusschule und die Christopherus-Schule am Westhäuserweg. 1967 wurden beide zusammengelegt, sodass Batenhorst nur noch eine Schule, die 1892 gegründete Bonifatiusschule, besaß. Diese wurde 2015 aufgrund fehlender Schüleranmeldungen geschlossen. Die weiterführenden Schulen befinden sich in Wiedenbrück, darunter auch das Ratsgymnasium, eines der ältesten Gymnasien der Region.

## Verkehr
Batenhorst ist Kreuzungspunkt von B61 und B55 und ist somit an die internationalen Fernstraßen angebunden. Die nächste Autobahn ist die A2, welche über die AS Rheda-Wiedenbrück schnell zu erreichen ist.
Der ÖPNV besteht aus einer Regionalbus- und einer Stadtbuslinie, die Batenhorst mit Rheda-Wiedenbrück, Langenberg und Lippstadt verbinden. Bis 1979 hatte Batenhorst eine eigene Station an der Bahnstrecke Münster–Rheda-Wiedenbrück–Lippstadt. Heute befindet sich der nächste Bahnhof  in Rheda-Wiedenbrück. Der nächste internationale Flughafen ist der Flughafen Paderborn/Lippstadt.

## Regelmäßige Veranstaltungen
Weit über die Batenhorster Grenzen hinaus bekannt ist das Schützenfest der Schützenbruderschaft St. Hubertus Batenhorst, welches jährlich am vierten Wochenende im Juli stattfindet und hunderte von Besuchern nach Batenhorst zieht.
Zusätzlich wird am Ostersonntag ein Osterfeuer angezündet und am 30. April ein Maibaum aufgestellt.
Immer in geraden Jahren, 2010, 2012, 2014.... findet das Pfarrgemeindefest, rund um die Kirche, statt.
Ebenfalls im Schatten der Kirche gibt es am 1. Adventssonntag einen kleinen Adventsmarkt.